# Urocitellus elegans
Espèce
Statut de conservation UICN

 LC  : Préoccupation mineure
Synonymes
- Citellus elegans Kennicott, 1863
- Citellus kimballensis Kent, 1967
- Spermophilus elegans Kennicott, 1863[1]

Urocitellus elegans est une espèce de rongeurs de la famille des Sciuridés vivant dans le Nord-Ouest des États-Unis.